# Sekretin
Sekretin je peptidický hormon produkovaný specializovanými S-buňkami přítomnými v dvanáctníku v tzv. Lieberkühnových kryptách. Jeho hlavním úkolem je regulace kyselosti v dvanáctníku. Dělá to zejména tak, že blokuje vylučování kyseliny chlorovodíkové v žaludku a naopak spouští uvolňování hydrogenuhličitanů v různých částech trávicí soustavy (zejména v rámci tzv. pankreatické šťávy).
Sekretin byl objeven roku 1902 Baylissem a Starlingem a jedná se první objevený hormon.

## Stimulace sekrece
Sekretin je vylučován jako odpověď na nízké pH chymu v dvanáctníku. Toto nízké pH vzniká po příjmu kyseliny chlorovodíkové ze žaludku. Samotný sekretin je aktivní formou prosekretinu.

## Funkce
Sekretin stimuluje sekreci bikarbonátu:
- v jaterních buňkách produkujících žluč
- v epitelu ductus pancreaticus (stimuluje nejenom produkci bikarbonátu, ale celkově množství jeho vodného roztoku)
- v Brunnerových žlázách duodena.[3].

Sekretin také potencuje účinek cholecystokininu. Má také trofické účinky na pankreas. Po příjmu glukosy spouští vylučování insulinu do krve, čímž normalizuje hodnotu glykémie.
Snižuje sekreci žaludeční šťávy: Inhibuje vyplavování gastrinu z G-buněk žaludku do krve, což pomáhá zvyšovat pH chymu vstupujícího do dvanáctníku ze žaludku. Ve dvanáctníku neutrální pH méně poškozuje místní buňky, především ale neutrální pH (nebo pH blízké 7) je podmínkou pro duodenální trávení, protože trávicí enzymy pracující v duodenu (jako např. pankreatická amyláza a pankreatická lipáza) mají pH optimum při neutrálním pH.

## Struktura
Sekretin je peptidický hormon složený z 27 aminokyselin, z nichž je 14 shodných s těmi obsaženými v glukagonu.

## Historie objevu
V roce 1902 William Bayliss a Ernest Starling studovali nervové vlivy postihující proces trávení. Tehdy bylo známo, že pankreas secernuje svou trávicí šťávu do dvanáctníku v reakci na příjem potravy do dvanáctníku. Bayliss a Starling objevili nezávislost této činnosti na nervové soustavě. Sekrece pankreatické šťávy totiž probíhala i po přestřihnutí nervů vedoucích do pankreatu. Uvědomili si, že jistá chemická látka produkovaná sliznicí tenkého střeva stimuluje slinivku břišní, do které se dostává krevním oběhem. Tuto chemickou látku pojmenovali sekretin. Sekretin byl tedy první "chemický posel", který byl objeven. Později byl pro tento druh chemické látky přijat termín hormon, navržený Baylissem v roce 1905.